# Dysdera collucata
Dysdera collucata là một loài nhện trong họ Dysderidae.
Loài này thuộc chi Dysdera. Dysdera collucata được miêu tả năm 1991 bởi Dunin.